# Angioletto
Angioletto è un termine utilizzato in araldica per indicare un angelo di carnagione, con le ali corte.
Il termine angioletto indica anche il bambino dotato di ali, che costituisce la figura di base di un Cupido.